# ترويلوس وكريسيدا
ترويلوس وكريسيدا 1602 (بالإنجليزية: Troilus and Cressida)‏ أحد روائع أسطورة الأدب ويليام شيكسبير، توصف هذه المسرحية عادة بأحد مسرحيات شيكسبير التي بها مشاكل. ليست بمأساة تقليدية، حيث أن بطلها ترويلوس لا يموت، ولكنها تنتهي بطريقة كئيبة بموت النبيل هكتور، ودمار الحب بين ترويلوس وكريسيدا, عناصر الشخصيات في هذه المسرحية كانت تعرض دائما كونها واضحة الحداثة.

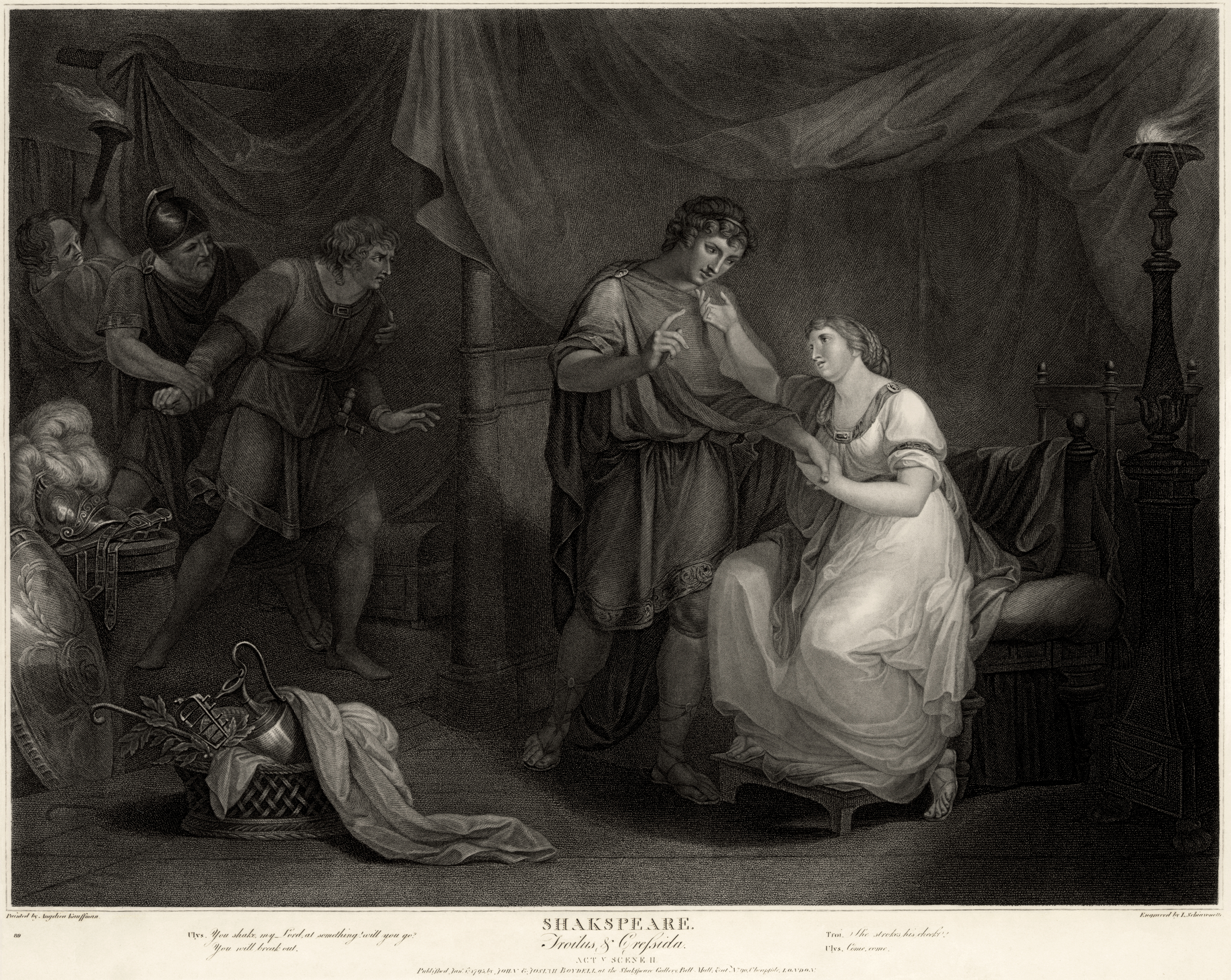
مشهد من ترويلوس وكريسيدا 1789 للرسامة أنجليكا كوفمان

## نبذة عن المسرحية
ومن المقرر ترويلوس وكريسيدا خلال السنوات الأخيرة من حرب طروادة، بأمانة التالية بلوتليني من الإلياذة من رفض أخيل "للمشاركة في معركة حتى الموت هيكتور.
أساسا، تتبع قطعتي في هذه المسرحية. في واحد، ترويلوس، أمير طروادة (ابن بريام)، ووس كريسيدا، طروادة أخرى. أنهم يمارسون الجنس، يمارسون حبهم لا يموت، قبل أن يتم تبادل كريسيدا للسجين طروادة الحرب. وهو يحاول زيارة لها في المعسكر اليوناني، ترويلوس محات ديوميديس يمزح مع حبيبته كريسيدا، ويقرر أن ينتقم الغدر لها.
بينما هذه المؤامرة يعطي المسرحية اسمها، فهي تمثل جزءا صغيرا فقط من وقت التشغيل المسرحية. غالبية المسرحية تدور حول زعيمي القبارصة اليونانيين وقوات طروادة، أجاممنون وبريام على التوالي. أجاممنون ورفاقه محاولة للحصول على أخيل فخور بالعودة إلى معركة ومواجهة هيكتور، الذي يرسل الإغريق بريد إلكتروني نقول لهم استعداده للانخراط في واحد على واحد ومعركة مع جندي اليوناني. يتم اختيار اياكس أصلا لأن هذا المقاتل، ولكن يجعل السلام مع هيكتور قبل أن تكون قادرة على القتال. تتم مطالبة أخيل للعودة إلى المعركة إلا بعد صديقه و(وفقا لبعض اليونانيين) الحبيب، باتروكلوس، قتل من قبل هيكتور قبل الجدران طروادة. سلسلة من المناوشات تختتم المسرحية خلالها أخيل يمسك هيكتور ولديه المرميديون قتله. يتم ترك غزو تروي لم تنته، كما تعلم أحصنة طروادة وفاة البطل المحبوب.
بخلاف هذه الرواية ، تشتمل هذه الحبكة على بعض المشاهد تدور حول مخططات نستور وأوليسيس لإعادة أخيل مرة أخرى ليعارك من اجل اليونانيين.
تنتهي القصة بعديد من المناوشات بين الجانبين ، وموت بطل طروادة هكتور

## المصدر
- محاضرات كلية آداب دمياط ، قسم اللغة الإنجليزية.
- قسم ادب الإنكليزي جامعه تشرين السورية
- موسوعة ويكيبديا الإنجليزية